# Wilhelm Wiegmann (Maler)
Wilhelm Wiegmann (* 17. November 1851 in Berlin; † 2. Oktober 1920 ebenda) war ein deutscher Historienmaler und Mosaizist.

## Leben und Wirken
Nachdem er von 1870 bis 1873 die Berliner Akademie der Künste besucht hatte, unterstützte er 1880 bis 1883 Arthur Fitger bei der Ausmalung der Bremer Börse und 1885 Friedrich Geselschap in der Ruhmeshalle des Zeughauses in Berlin. Dabei lernte er auch die Caseinmalerei kennen. Mit dem Kaufmann August Wagner gründete er 1886 ein Atelier für Dekorationsmalerei, das als erste eigenständige deutsche Produktionswerkstätte für Mosaizistik in Konkurrenz zur vorherrschenden italienisch-venetianischen Praxis trat. Unter Einbeziehung des Ingenieurs Friedrich Puhl, dessen Schwester Henriette er 1886 geheiratet hatte, entstand daraus 1889 die „Deutsche Glasmosaik-Anstalt“ Puhl & Wagner in Rixdorf. Nach einer Studienreise nach Italien und Sizilien, die er gemeinsam mit dem Baurat Franz Schwechten unternommen hatte, eröffnete er 1896 als eigenes Unternehmen das Mosaik-Atelier Wilhelm Wiegmann (ab 1897 Deutsche Glasmosaik-Gesellschaft Wilhelm Wiegmann) beim Bahnhof Tiergarten. Ab 1883 war er Mitglied des Vereins Berliner Künstler und der Allgemeinen Deutschen Kunstgenossenschaft.
Zu seinen Werken zählen Mosaiken für die Gnaden-, Emmaus-, Emanuel-, Georgenkirche, Kaiser Wilhelm- und Kaiser-Friedrich-Gedächtniskirche sowie im Hotel Bristol in Berlin. An Staffeleibildern sind von ihm Untergang, Um die Herrschaft des Blitzes und Kartenspieler im Wirtshausmilieu zu nennen. Weiterhin fertigte er Dekorationsgestaltung am Römerbad, Alexanderbad, Admiralsgartenbad und Aquariumschild, ferner diversen Hausfassadenschmuck (Vedutenbilder).
Seine letzte Ruhestätte befindet sich auf dem Südwestkirchhof Stahnsdorf.